# Schlacht von Grumentum
Saguntum – Lilybaeum II – Rhone – Ticinus – Trebia – Cissa – Trasimenischer See – Ager Falernus – Geronium – Cannae – Nola I – Nola II – Ibera – Cornus – Nola III – Beneventum I – Syrakus – Tarentum I – Capua I – Beneventum II – Silarus – Herdonia I – Obere Baetis – Capua II – Herdonia II – Numistro – Asculum – Tarentum II – Neu Karthago – Baecula – Grumentum – Metaurus – Ilipa – Crotona – Große Felder – Cirta – Zama
Die Schlacht von Grumentum war ein Gefecht zwischen Römern und Karthagern im Jahr 207 v. Chr.

## Vorgeschichte
Dem römischen Konsul Gaius Claudius Nero war mit seinem Heer die Bekämpfung Hannibals in Süditalien zugefallen, während sein Kollege Marcus Livius Salinator im Norden die Invasion von Hannibals Bruder Hasdrubal abwehren sollte. 207 v. Chr. kam es zur Schlacht von Grumentum am Fluss Agri.

## Die Schlacht
Bei Grumentum in Lukanien konnte Claudius Nero einen Sieg über Hannibal erringen, bei dem laut Titus Livius 8000 Angehörige von Hannibals Heer getötet und 700 gefangen genommen wurden.

## Folgen
Später ließ Nero einen Teil seiner Truppen zur Bewachung Hannibals zurück und machte sich mit dem anderen Teil seines Heeres nach Norden auf, wo er Livius Salinator beim Sieg über Hasdrubal in der Schlacht am Metaurus unterstützte.

## Quelle
- Titus Livius: 27, 41–42